# 三星Galaxy Note II
Samsung Galaxy Note II是韓國三星電子在2012年中推出的Android行動通訊產品，擁有5.5英寸螢幕，介乎大螢幕智慧型手機與平板電腦之間，為Samsung Galaxy Note的後繼機。而Galaxy Note II同期的最大競爭對手是 iPhone 5。

## 歷史
Galaxy Note II在2012年8月29日於德國IFA展中推出，拥有5.5英寸HD Super AMOLED PLUS屏幕，并配备了S Pen手写笔，于2012年10月在全球各个市场发售。上市后37天内即售出超过三百万部，两个月之后销量超越五百万部。

## 設計
Galaxy Note II在設計上與Samsung Galaxy S III的圓潤風格相似，不同於第一代Galaxy Note的方框設計。S Pen位置位於機背左下角，方便拔出。正面底部設有目錄鍵（Menu）、主按鍵（Home）和返回鍵（Back）。
Galaxy Note II是Note系列手機當中，唯一未有配備康寧大猩猩玻璃的産品。

## 規格[3]
- 通信系統：HSDPA、UMTS、GSM四頻、LTE
- 螢幕：5.55" HD Super AMOLED 1280×720，螢幕解析度約267ppi。（非PenTile排列）
- 處理器：1.6Ghz四核心
- GPU : Mali-400 MP4 高頻4核
- 系統：Android 4.1 (在2014年1月30日起更新為Android 4.3) 和TouchWiz Nature UX用户界面
- 相機：800萬像素。（有LED閃光燈）
- 顏色選擇：鈦晶灰、雲石白、琥珀棕、酒石紅、樱花粉
- NFC：有

### S Pen繪圖筆
Galaxy Note II附送S Pen觸控筆，比上一代觸控筆改良，並提供更多S Pen的獨有程式。改良後的S Pen直徑8mm，有更好的手握感。筆頭改用橡膠材質，由上一代256層壓力感應增加至1024層，也避免刮損螢幕。
繪圖晶片為日本的Wacom W8008 1227KU203，Galaxy Note亦是Bamboo Stylus觸控筆的其中一隻測試品。

### 軟體[4]
使用界面預設為三星的TouchWiz界面，加入支援S Pen的功能。
- 浮窗预览（Air View）: 讓S Pen筆尖不接觸螢幕的情況下，像滑鼠般在螢幕上操作資料夾和圖片庫等。
- 快捷命令（Quick Command）: S Pen手勢操控，向上滑會顯示功能表。
- 提笔速记（Popup Note）: S Pen可於通話時拔出，Popup Note會自動顯示，使用者可以記下筆記。

## 自燃事件
2022年9月23日，印度民航局官员表示，在一架印度航班上，一台Note 10+手机冒烟起火。由于发现及时，这次事故并没有酿成大祸。事发后，印度民航局对三星S系列手机发布禁令，规定该公司的手机上飞机后必须关机，甚至可能会禁止乘客携带。
2017年11月13日，一名山東省壽光市的民眾，當日中午Galaxy Note II在辦公桌上突然噴出烈焰，手機在桌上旋轉180°，隨後不斷冒出陣陣白色煙霧，過程都被監視器拍下來，當事人指出，該手機為2013年購入，至今使用原廠電池，從未更換過。

## 外部連結
- 官方网站
- Galaxy Note II/n7100 for CyanogenMod ROM
- Galaxy Note 2 (GSM-LTE) for AOKP ROM（页面存档备份，存于）
- Galaxy Note II/n7100 for OMNI ROM（页面存档备份，存于）

| 前任： Samsung Galaxy Note | Samsung Galaxy Note II 2012年 | 繼任： Samsung Galaxy Note 3 |